# V499 Возничего
V499 Возничего (лат. V499 Aurigae) — одиночная переменная звезда в созвездии Возничего на расстоянии приблизительно 4187 световых лет (около 1284 парсеков) от Солнца. Видимая звёздная величина звезды — от +15m до +14,3m.

## Характеристики
V499 Возничего — оранжевый гигант, пульсирующая медленная неправильная переменная звезда (LB:) спектрального класса M. Радиус — около 9,18 солнечных, светимость — около 23,199 солнечных. Эффективная температура — около 4180 K.